# Ordre du Mérite (Ukraine)
Pour les articles homonymes, voir Ordre du Mérite.
L'ordre du Mérite (Орден «За заслуги») est une décoration ukrainienne décernée à une personne pour des réalisations exceptionnelles dans les domaines de l'économie, de la science, de la culture, de l'armée ou de la politique. Il a été créé par le président ukrainien Leonid Koutchma le 22 septembre 1996.
Le titre officiel de chevalier de l'ordre du Mérite est attribué à tous les détenteurs de l'ordre du Mérite. L'ordre peut être donné à titre posthume.

## Les classes
| Classe     | Ruban | Médaille civil | Médaille militaire |
| ---------- | ----- | -------------- | ------------------ |
| 1re classe |       |                |                    |
| 2e classe  |       |                |                    |
| 3e classe  |       |                |                    |

## Récipiendaires
- Kateryna Vachtchouk, 1er degré, femme politique.
- Petro Tronko, historien et vétéran de la 2GM.
- Alain Delon, chevalier de 3ème classe[1] (2024), acteur